# ビル・ニコルソン
ウィリアム・エドワード・"ビル"・ニコルソン OBE（William Edward "Bill" Nicholson OBE, 1919年1月26日 - 2004年10月23日）は、イングランド・スカーブラ出身のサッカー選手。サッカー指導者。現役時代のポジションはミッドフィールダー。トッテナム・ホットスパーFCに選手、監督として36年間在籍。選手時代に初のリーグ優勝を達成すると、監督時代には1960-61シーズンのダブルを達成するなど16年間で11個のタイトルを獲得した。クラブ史上最も偉大な人物として度々称される。

## クラブ歴
1919年に9人きょうだいの8人目として生まれる。1938年8月にトッテナム・ホットスパーFCのトップチームでデビューするまでにトッテナムの若手選手がプレーするノースフリート・ユナイテッドFCでプレーした。トッテナムでのデビューは10月のブラックバーン・ローヴァーズFC戦だった。
1939年に第二次世界大戦が勃発すると戦争に駆り出され、戦争が終わった翌年の1946年まで満足にプレーできない日々が続いた。結果的に大戦によってキャリアの大半は犠牲になった。
1946年に正式にトッテナムに復帰した後は、クラブの中心選手としてプレー。アーサー・ロウ監督が就任するとクラブは勢いを増し、1949-50シーズンに2部リーグで優勝し1部に昇格。翌1950-51シーズンには1部リーグでのリーグ初優勝に貢献。「プッシュ・アンド・ラン」と呼ばれたチームの主力のひとりだった。
1955年に現役を引退した。

## 代表歴
1950年、イングランド代表に初招集されると、1950 FIFAワールドカップのメンバーに選ばれた。しかし出場機会は無かった。
1951年5月にポルトガルとの試合で代表デビュー。出場して19秒後の最初のプレーでゴールを決めた。

## 指導歴

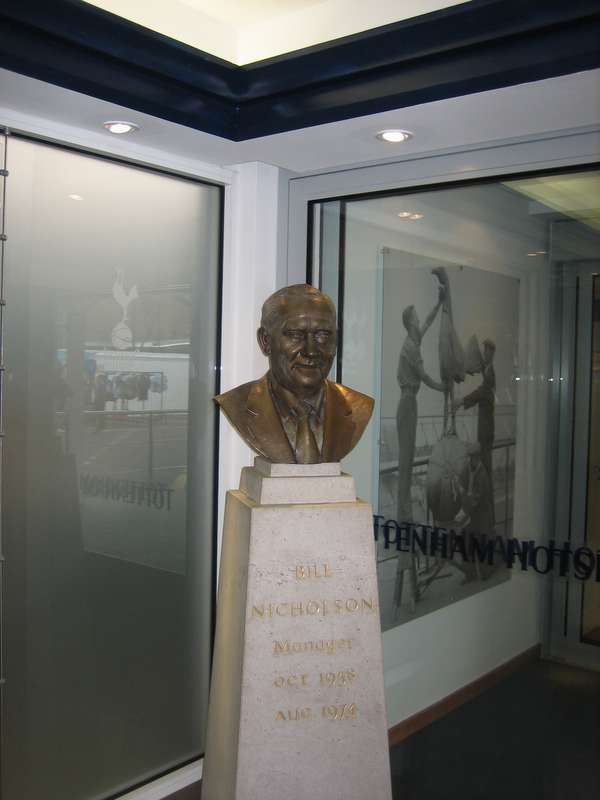
ホワイト・ハート・レーンにあったニコルソンの胸像

1958年10月にトッテナム・ホットスパーFCの監督に就任する。就任後初めての試合でエヴァートンFCに10-4で大勝した。しかしその後は調子が上がらず、このシーズンはリーグを18位で終えた。翌1959-60シーズンは優勝したバーンリーFCと勝ち点差2の3位でシーズンを終え、上位に進出した。またこのシーズンのFAカップでクルー・アレクサンドラFCから13-2という記録的なスコアで勝利を収めている。
1960-61シーズンは開幕から11連勝、引き分けを挟み16戦無敗と好スタートを切ると首位をひた走り、4月17日の2位シェフィールド・ウェンズデイFCとの直接対決を制し、クラブとしては10年ぶり2度目のリーグ優勝を果たした。ボビー・スミスやレス・アレンらの攻撃陣が爆発し、リーグ42試合で115得点を記録した。またFAカップでは決勝でレスター・シティFCを2-0で破り、リーグとカップの2冠(ダブル)を達成した。これは1897年にアストン・ヴィラFCが達成して以来、64年ぶり3度目の快挙で20世紀に入ってからは初めてのことだった。
1961-62シーズンはリーグで3位に終わり連覇を逃したが、FAカップではこのシーズンからチームに加わったジミー・グリーヴスの活躍もあり決勝に進出。バーンリーFCを破って優勝し、連覇を達成した。またイングランドのリーグ王者としてUEFAチャンピオンズカップ(現在のUEFAチャンピオンズリーグ)に初出場したが、準決勝で優勝したSLベンフィカに敗れた。
1962-63シーズンはグリーブスがリーグ得点王に輝く活躍を見せるが、優勝したエヴァートンFCと勝ち点差6の2位でシーズンを終えた。UEFAカップウィナーズカップに初出場すると、決勝でアトレティコ・マドリードに勝利。初優勝を遂げ、イングランドのクラブとしては初めての国際タイトルを獲得した。
1964年以降、ダブルを達成した主力メンバーのスミスやアレン、ダニー・ブランチフラワーらは年齢や怪我の影響で続々とトッテナムを退団。ジョン・ホワイトがゴルフ場で雷に打たれて死亡する悲劇も起こった。ニコルソンは新しい戦力であるパット・ジェニングスやテリー・ヴェナブルズらを補強してチームの立て直しを図り、1966-67シーズンにリーグ3位でシーズンを終えると、FAカップでは決勝でチェルシーFCを破り、当時ではイングランド最多となる5度目のカップ優勝を遂げた。
その後、スティーヴ・ペリマンやマーティン・チヴァーズらを加えたチームは1970-71シーズンにリーグで3位の成績を残すと、フットボールリーグカップでは決勝でアストン・ヴィラFC相手にチーバスが2ゴールを決め2-0で初優勝を果たした。
1971-72シーズンは初開催となったUEFAカップに出場。準決勝でACミランを破ると決勝では同じイングランドのウルヴァーハンプトン・ワンダラーズFCを2戦合計3-2で破り初優勝を果たした。トッテナムはイングランド初の2つの異なるヨーロッパの国際大会を制したクラブとなった。
1972-73シーズンには2年ぶり2度目となるフットボールリーグカップのタイトルを獲得。リーグカップのタイトルを複数獲得した初のクラブだった。
1973-74シーズンには2年ぶりにUEFAカップに出場すると決勝まで進出。しかし決勝でフェイエノールトに敗れ、優勝は逃した。この敗戦でトッテナムのフーリガンによる暴動が発生する。自身はこの事件に幻滅し、翌シーズンの9月に監督業を退く一因になった。イングランドのクラブとしては初めて、3度目の国際大会決勝への到達となった。
1974-75シーズンの9月にミドルスブラFC相手に4-0で敗戦を喫した後に16年間務めた監督を辞任した。その後トッテナムは2部降格の憂き目に遭うことになる。
16年間で11個のタイトルを獲得したニコルソンの監督時代は、トッテナムの歴史上で最も成功した時代であった。

## その後
監督辞任後はトッテナム・ホットスパーFCの顧問としてクラブに留まる意向だったが、クラブを介さずに独断でダニー・ブランチフラワーを後継者に指名したことが原因でクラブとの関係は一度断ち切られた。その後ウェストハム・ユナイテッドFCのアドバイザーを1年間務めた。
1975年に大英帝国勲章(OBE)を叙勲された。
1976年にキース・バーキンショーがトッテナムの監督に就任すると、ニコルソンの復帰を希望。これによってコンサルタントとしてクラブに舞い戻った。グラハム・ロバーツやギャリー・マバットらをバーキンショーに推薦して獲得を促し、1984年のトッテナム2度目のUEFAカップ優勝にも陰ながら貢献した。1991年にクラブの名誉会長となるまでコンサルタントとしてクラブに在籍した。
2003年に監督業の功績を称えられ、イングランドサッカー殿堂入りを果たした。
2004年10月23日、85歳で死去。

## タイトル・表彰

### 選手
トッテナム
- フットボールリーグ : 1950-51
- FAチャリティ・シールド : 1951

### 監督
トッテナム
- フットボールリーグ : 1960-61
- FAカップ : 1960-61, 1961-62, 1966-67
- フットボールリーグカップ : 1970-71, 1972-73
- FAチャリティ・シールド : 1961, 1962, 1967
- UEFAカップ : 1971-72
- UEFAカップウィナーズカップ : 1962-63

### 表彰
- 大英帝国勲章 (OBE) : 1975
- イングランドサッカー殿堂 : 2003